# 胡海岚
胡海岚（1973年—），浙江杭州人，是一位中国女科学家。浙江大学求是高等研究院教授，浙江大学神经科学中心执行主任。
胡海岚主要从事情绪与社会行为的分子与神经环路机制研究。

## 生平
1973年，胡海岚出生在浙江省杭州市，高中获得全国中学生学科奥林匹克竞赛一等奖而保送北京大学生物系。1996年本科毕业后赴加州大学伯克利分校继续学习。2002年获神经生物学博士学位。分别于2003年至2004年在弗吉尼亚大学实验室，2004年至2008年在冷泉港实验室从事博士后工作。2008年12月回国加入中国科学院神经科学研究所担任研究员、博士生导师，2015年5月起任职浙江大学医学院教授，致力于研究情绪与社会行为的分子与神经环路机制。
2018年2月15日帶領團隊在期刊《自然》雜誌刊發了2篇研究長文。其中一篇文章揭示了快速抗抑鬱分子的作用機制，推進了人類關於抑鬱症發病機理的認知，並為研發新型抗抑鬱藥物提供了多個嶄新的分子靶點。2019年7月，因胡海岚在情緒神經編碼、抑鬱症發生分子機制、社會競爭的神經基礎等方面的研究成就，被授予國際腦研究獎—凱默理獎，这是该奖项首次頒發給歐洲和北美洲以外的科學家。
2021年，因胡海岚在神经科学（尤其是抑郁症）方面的重大发现而获得第24届世界杰出女科学家奖，她的工作促进了新一代抗抑郁药物的研发。

## 荣誉
- 2015年12月22日，获得第十二届“中国青年女科学家奖”[7]。
- 2021年9月30日，获得第24届世界杰出女科学家奖[8][6]。